# 레오폴트 모차르트

레오폴드 모차르트, 약 1765년. 피에트로 안토니오 로렌조니가 그린 유화 초상화.

요한 게오르크 레오폴트 모차르트(독일어: Johan Georg Leopold Mozart, 1719년 11월 14일 ~ 1787년 5월 28일)는 작곡가, 음악 교육가이자 바이올리니스트이다. 지금은 볼프강 아마데우스 모차르트의 아버지로 더 잘 알려져 있지만 당대에는 잘 알려진 작곡가였다.
레오폴트 모차르트는 지금은 독일 땅인 아우크스부르크에서 제본공인 게오르크 모차르트의 아들로 태어났다. 그는 잘츠부르크 대학에서 신학을 배웠지만 음악에 더 관심이 많아 대학 성당에서 시종을 하면서 바이올리니스트를 했다. 볼프강이 태어난 1756년에 레오폴트는 바이올린 주법에 관한 책인 《Versuch einer gründlichen Violinschule》를 썼고 이 책은 수십 년 동안 권위있는 교재로 인정받았다. 이 책은 요한 요아힘 크반츠의 《Versuch einer Anweisung die Flöte traversière zu spielen》(플룻 주법)과 카를 엠마누엘 바흐의 Versuch über die wahre Art das Clavier zu spielen》(건반악기 주법)과 함께 18세기 연주법의 주요한 사료로 쓰이고 있다. 레오폴트 모차르트의 유명한 장난감 교향곡은 한때 요제프 하이든이 쓴 작품으로 알려져 있었다. 또한 볼프강의 초기 작품들은 레오폴트가 수정을 가한 습작품들로 온전히 볼프강의 작품이 아니었다는 견해도 있다.

## 가족
1747년에 잘츠부르크 공무원의 딸 안나 마리아 페르틀과 결혼해서 일곱 명의 자식을 낳았지만 둘만이 살아남았다. 딸 마리아 안나 모차르트와 아들 볼프강 아마데우스 모차르트가 있다.